# Solar Bears d'Orlando (LIH)
Pour la franchise de l'ECHL, voir Solar Bears d'Orlando (ECHL).
Les Solar Bears d'Orlando sont une franchise professionnelle de hockey sur glace ayant évolué dans la Ligue internationale de hockey.

## Historique
L'équipe est créée en 1994 à Orlando dans l'État de la Floride et évolue dans la Ligue internationale de hockey entre 1995 et 2001, année où la ligue cesse ses activités.
Lors des séries éliminatoires de 1999, alors que les Solar Bears joue les demi-finales contre les Vipers de Détroit, ils deviennent la première équipe de l'histoire de la ligue à remporter une série au meilleur des sept matchs après avoir été menée 3 matchs à 0. Ils remportent le septième match 5-4 en deuxième période de prolongation, le but gagnant étant marqué par Todd Krygier
Les Solar Bears sont la dernière équipe à remporter la Coupe Turner remis au vainqueur des séries éliminatoires dans la LIH, en 2000-2001 sous les ordres de l'entraîneur-chef Peter Horachek. Ils ont vaincu les Wolves de Chicago 4 matchs à 1 en finale.
La franchise d'Orlando a été la propriété de la famille DeVos qui était également propriétaire des Griffins de Grand Rapids et du club de basket-ball du Magic d'Orlando qui évoluent dans la NBA. Lorsque la LIH annonce sa dissolution et par le fait même que six équipes pourrait se voir affillier à la Ligue américaine de hockey, la famille DeVos, ne pouvant être propriétaire de deux équipes à la fois dans la LAH, décident de garder active la concession de Grand Rapids, mettant ainsi fin à celle des Solar Bears.

## Saisons en LIH
| Saison    | PJ | V  | D  | N | DP | BP  | BC  | Pts | Classement                  | Séries éliminatoires                                                                                       | Entraîneur     |
| --------- | -- | -- | -- | - | -- | --- | --- | --- | --------------------------- | --- | -------------- |
| 1995-1996 | 82 | 52 | 24 | 6 | 0  | 352 | 307 | 110 | 1er place, division central | 3-2 Komets de Fort Wayne 4-3 Vipers de Détroit 4-3 Cyclones de Cincinnati 0-4 Grizzlies de l'Utah          | Curt Fraser    |
| 1996-1997 | 82 | 53 | 24 | 0 | 5  | 305 | 232 | 111 | 2e place, division Nord     | 3-2 Griffins de Grand Rapids 1-4 Lumberjacks de Cleveland                                                  | Curt Fraser    |
| 1997-1998 | 82 | 42 | 30 | 0 | 10 | 258 | 251 | 94  | 2e place, division Nord-Est | 3-2 Ice d'Indianapolis 4-2 Lumberjacks de Cleveland 2-4 Vipers de Détroit                                  | Curt Fraser    |
| 1998-1999 | 82 | 45 | 33 | 0 | 4  | 94  | 264 | 253 | 2e place, division Nord-Est | Laissez-passer 3-0 K-Wings du Michigan 4-3 Vipers de Détroit 3-4 Aeros de Houston                          | Curt Fraser    |
| 1999-2000 | 82 | 47 | 23 | 0 | 12 | 250 | 202 | 106 | 2e place, division Est      | Laissez-asser 2-4 Cyclones de Cincinnati                                                                   | Peter Horachek |
| 2000-2001 | 82 | 47 | 28 | 0 | 7  | 241 | 193 | 101 | 2e place, division Est      | 4-2 Cyclones de Cincinnati 4-2 Griffins de Grand Rapids 4-1 Wolves de Chicago Champions de la Coupe Turner | Peter Horachek |

## Directeurs généraux
L'équipe a connu deux directeurs généraux au cours de son histoire : Don Waddell de 1995 à 1997 et John Weisbrod de 1997 à 2001.

## Joueurs notables
Cette section liste certains joueurs notables de l'histoire des Solar Bears.
| - Dave Barr - Allan Bester - Jason Blake - Hugo Boisvert - Jason Botterill - Wade Brookbank - Brett Clark - Sylvain Cloutier | - Frederic Deschêsne - Kelly Fairchild - David Gove - Darcy Hordichuk - Jody Hull - Andreas Karlsson - Scott Langkow - Norm Maracle | - Tyler Moss - Rumun Ndur - Brian Pothier - Yves Sarault - Corey Schwab - Ben Simon - Dan Snyder - Brad Tapper |